# دالة ليابونوف

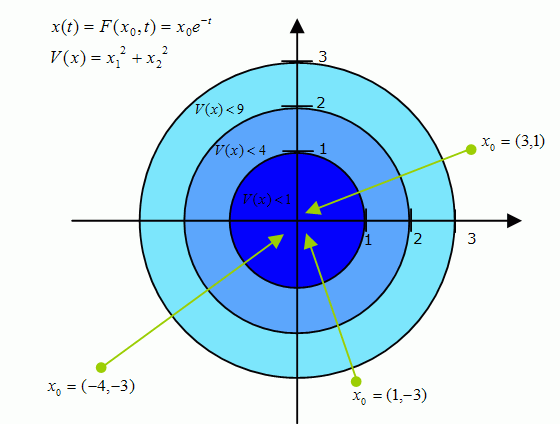

في نظرية المعادلات التفاضلية العادية, دوال ليابونوف هي دوال عددية يمكن أن تستعمل في البرهان على استقرار توازن معادلة تفاضلية عادية ما.